# Futboll Klub Kukësi 2014-2015

## Rosa
| N. |                    | Ruolo | Calciatore                    |
| -- | ------------------ | ----- | ----------------------------- |
| 1  | Albania (bandiera) | P     | Argent Halili (vice-capitano) |
| 2  | Albania (bandiera) | D     | Dritan Smajlaj                |
| 4  | Albania (bandiera) | D     | Ylli Shameti                  |
| 6  | Albania (bandiera) | D     | Erion Dushku                  |
| 7  | Albania (bandiera) | D     | Gledi Mici                    |
| 8  | Albania (bandiera) | C     | Ndriqim Halili                |
| 10 | Kosovo (bandiera)  | A     | Kushtrim Lushtaku             |
| 11 | Albania (bandiera) | A     | Vilfor Hysa                   |
| 12 | Albania (bandiera) | P     | Ervis Koçi                    |
| 13 | Albania (bandiera) | D     | Rrahman Hallaçi (capitano)    |
| 14 | Albania (bandiera) | C     | Albi Dosti                    |
| 15 | Brasile (bandiera) | D     | Marcio Pit                    |
| 16 | Albania (bandiera) | C     | Edon Hasani                   |
| 17 | Albania (bandiera) | D     | Roland Peqini                 |

| N. |                     | Ruolo | Calciatore       |
| -- | ------------------- | ----- | ---------------- |
| 19 | Albania (bandiera)  | C     | Hair Zeqiri      |
| 20 | Kosovo (bandiera)   | C     | Yll Hoxha        |
| 21 | Albania (bandiera)  | A     | Rigers Dushku    |
| 22 | Croazia (bandiera)  | A     | Pero Pejić       |
| 23 | Kosovo (bandiera)   | C     | Besar Musolli    |
| 24 | Albania (bandiera)  | D     | Renato Malota    |
| 33 | Serbia (bandiera)   | D     | Ivan Gvozdenović |
| 77 | Albania (bandiera)  | C     | Fjoart Jonuzi    |
| 86 | Brasile (bandiera)  | C     | Jefferson        |
| 88 | Brasile (bandiera)  | A     | Allisson         |
| 98 | Moldavia (bandiera) | P     | Dumitru Stajilă  |
|    | Albania (bandiera)  | D     | Beqir Halilaj    |
|    | Albania (bandiera)  | A     | Bekim Iliazi     |